# Яма (дева)

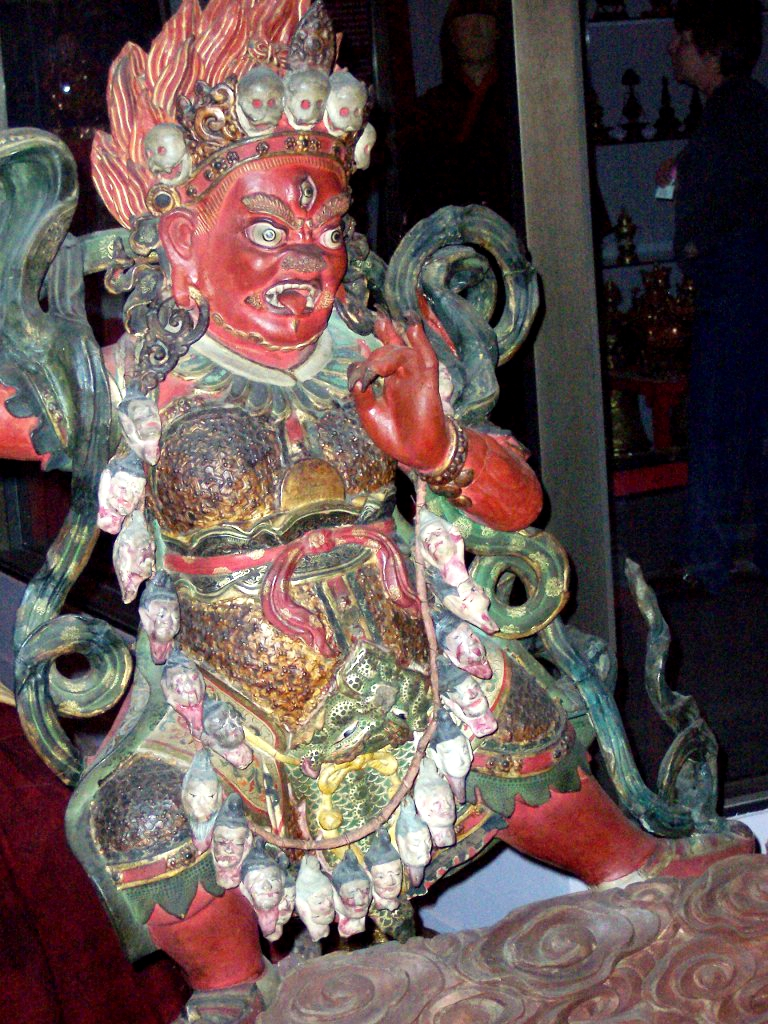
Тибетське представлення Ями

Яма (санскр. यम — «Близнюк») — дева, божество, в індуїзмі син Сур'ї, Володар Пекла, Страж Півдня. Цар Смерті і Справедливості. Був першою людиною і першим померлим й тому став царем загробного світу. Відповідно до Вед син Сур'ї, солярного божества індуїзму (божество Савітур) і Саранью, дочки Тваштара. У Ведах зберігся діалог Ями з його сестрою Ями (та пропонує йому інцест, але він відмовляється, мотивуючи це близьким спорідненням; цей принцип пізніше відбитий в індійських правових кодексах, дхарма шастрах). Діалог Ями із сином брахмана по імені Начікета складає собою Катха Упанішада. Господар потойбічного царства обіцяє виконати три його бажання в нагороду за виконану аскезу. 

## Історія
Яма і його сестра-близнюк Ямі, що стала річкою Ямуною, були першими живими істотами, що залишили цей світ і вирушили в царство смерті, вказавши шлях туди всім живим. Він син Сонця — Вівашвата. Відповідно до Макса Мюллера він, осягнувши зміст щоденних сходів і заходів Сонця, був першим, хто пройшов життєвий шлях зі сходу на захід, першим смертним, першим, хто вказав нам дорогу в те місце, де сонце життя закочується — захід. Він владика Смерті. Яма виступає провідником для тих, хто йде зі світу живих, у цьому йому допомагає пара величезних псів з чотирма очима і величезними ніздрями. Охороняючи володіння бога смерті, вони блукають серед живих, хапають тих, чий термін скінчився, і тягнуть на суд до хазяїна. Як Суддя він керує своїм судом. Його переписувач Чітрагупта зачитує вголос свій журнал Агра-Сандхані, у якому зафіксовані всі земні діяння і помисли людини. Після того, як запис прочитаний, Яма зважує добрі і злі вчинки, і душу померлої людини або підносить на Небеса (Сварга), або опускає в ХІІ пекельну обитель (Нарака).
Вважається, що через чотири години сорок хвилин після того, як душа залишить тіло, вона з'являється перед Ямою, і до того часу тіло покійного не можна спалювати.
За легендою Брахма, створивши світ, вирішив, що необхідно спеціальне місце для суду над грішниками і їхнього покарання. Він попросив божественного майстра Вішвакармана створити це місце. Відтоді в житлі Ями м'який клімат, там немає нічого, що може доставити незручності або тривоги душі або тілу — адже покійний одержить по заслугах лише після того, як Яма зробить над ним свій суд. Сам же Яма з'являється перед померлим в різних виглядах, в залежності від того, грішним або праведним було його земне життя. Перед праведниками Яма з'являється у вигляді лотосоокого усміхненого Вішну, для грішників же він є гігантським чудовиськом із трьома тисячами рук, сплутаним волоссям і величезними очима без дна. Традиція каже, що царство Ями знаходиться десь на півдні. Тому цього бога вважають також заступником південної сторони світу .

## Прізвиська
- Антака — «Згубник»
- Дхармараджа — «Цар Справедливості»
- Самодержець
- Пекельний Князь
- Дхарма — «Держава», «Обов'язок», «Закон»; персоніфікована іпостась Ями-Дхарми.

## Іконографія
Яму звичайно зображують зеленим, у червоному одязі, з короною або квіткою на голові. В одній руці у Ями булава (гада), в іншій — аркан, яким він ловить грішників. Це божество може зображуватися з двома або чотирма руками. Його їздова тварина — буйвіл.